# Gerlafingen
Gerlafingen är en ort och kommun i kantonen Solothurn, Schweiz. Kommunen har 5 794 invånare (2023).